# 아메리카 베스트 댄스 크루
《아메리카 베스트 댄스 크루》는 미국에서 2008년부터 2012년까지 7시즌에 걸쳐 방송된 댄스 크루 배틀 프로그램이다.

## 주요 출연 크루
- 자바워키즈 (시즌1 우승)
- 카바모던 (시즌1 준우승)
- 아이엠미 (시즌6 우승)
- 비트 프리커스